# Kim Fransson
Kim Fransson född 7 juni 1982 i Trollhättan och uppvuxen i Upphärad, är en svensk sångare och låtskrivare, som under 2009 nådde listframgångar på Sverigetopplistan.
Fransson är främst känd som en av artisterna som under första säsongen 2009 av den svenska tv-serien Made in Sweden fick hjälp av Desmond Child, Laila Bagge, Andreas Carlsson och Anders Bagge att spela in ett soloalbum och lanseras på den svenska marknaden. Tillsammans med Fredrik Hallström har han skrivit balladen "Here Comes the Night".
Fransson började sin karriär när han vid 12 års ålder sjöng "Whith a little help from my friends" i Joe Cocker-version på TV4:s Nyårsgala. År 1995, när han var 13 år, fick han tillsammans med sitt band Kims Karusell skivkontrakt med ett engelskt skivbolag och släppte en singel. Bandet bestående av Kim, hans storebror Christian och kusin David lanserades som "Shutlanger Sam" och turnerade under fyra års tid i Storbritannien. Fransson  vann GT:s talangtävling Lejonrock 2000 med trion Swedish Chefs tillsammans med sin bror Christian Fransson och sin kusin David Fransson.
År 2007 medverkade Fransson i TV-serien Upp till kamp som "Fabbe", medlem i bandet Tommy & the Heartbreakers.
Fransson lämnade samarbetet med Meriola, som ägs av Bagge, Bagge och Carlsson vid årsskiftet 2010. I samband med detta medverkade Kim som låtskrivare, producent och som gästartist på en singel med Robin Bengtsson på Merion Music.
Fransson har senare utbildat sig till läkare, och arbetar (2020) som underläkare på Danderyds sjukhus.

## Diskografi

### Album
- Kim - 2009

### Singlar
- Long Long Night - 2010

## Melodier på Svensktoppen
- Here Comes the Night - 2009

### Missade listan
- Three Floors Down - 2009

### Fotnoter
1. ↑  ”Kim Fransson”. Swedishcharts. 4 juni 2009. http://swedishcharts.com/showitem.asp?interpret=Kim+%5BSE%5D&titel=Here+Comes+The+Night&cat=s. Läst 18 oktober 2014.
2. ↑  Andreas Engblom (9 februari 2009). ”Nu ska Kim bli världsstjärna”. ttela. https://www.ttela.se/noje/nu-ska-kim-bli-varldsstjarna.fb95c84e-ec81-4102-bda9-755d2e644af6.
3. ↑  Mia Thornberg (28 augusti 2009). ”Kim på Svensktoppen”. ttela.se. Arkiverad från originalet den 25 maj 2012. https://archive.is/20120525205850/http://ttela.se/nojekultur/musik/1.560721. Läst 4 april 2010.
4. ↑  Mia Thornberg (7 november 2017). ”Reunion Jam med superfemma”. ttela.se. https://www.pressreader.com/sweden/ttela/20171107/281492161589354.
5. ↑  ”Kim Fransson upptäcktes av Laila Bagge”. Arkiverad från originalet den 24 januari 2009. https://web.archive.org/web/20090124010736/http://www.expressen.se/noje/1.1439314/kim-fransson-upptacktes-av-laila-bagge. Läst 21 januari 2009.
6. ↑  ”Upp till kamp - medverkande”. Sfdb - Svensk Filmdatabas. https://www.svenskfilmdatabas.se/sv/item/?type=film&itemid=62481#cast. Läst 4 juni 2025.
7. ↑  Mia Thornberg (28 mars 2013). ”Kim tar en dag i taget”. ttela. https://www.ttela.se/noje/kim-tar-en-dag-i-taget.0c3bfd36-bde6-49ac-819d-2fce01f373ca.
8. ↑  Lovisa Meijer (30 april 2020). ”Kim jobbar mitt i coronans svenska epicentrum”. ttela. https://www.ttela.se/nyheter/trollhattan/kim-jobbar-mitt-i-coronans-svenska-epicentrum.cebb4239-9790-4d16-848e-8d62e3236a26.